# 金光集团
金光集團是一家印度尼西亚综合企业公司。

## 历史
由印度尼西亚華人、創業董事長黃奕聰於1962年創立，現有400多家法人公司，包括在紐約、雅加達和新加坡上市的九大公司，擁有員工15萬，資產約300億美元，曾被世界著名財經雜誌《福布斯》評為印尼第一大財團。
他賺取的資產主要來自屬下4大企業：亚洲浆纸、PT Sinar Mas Multi Artha、Asia Food & Properties Limited及PT Smart。
金光集團投資範圍在台灣、中國大陸、日本、韓國、新加坡、馬來西亞、菲律賓、泰國、印度、澳大利亞、法國、德國、比利時、英國和美國等。 目前，金光集團已發展形成四大核心產業：紙漿和造紙業、金融業、農業及食品加工業、不動產業。 1992年起，金光集團開始在中國國內投資。

## 四大核心產業

### 製漿造紙業
製漿造紙業由亞洲漿紙（Asia Pulp & Pape，簡稱APP）主導，為集團主力企業，APP現為世界前十大紙業，總資產達100億美元，旗下以獨資或合作形式建立共20家漿紙企業以及林場，到2008年年底，總產能超過1400萬噸。自1992年進入中國大陸後，在1996年成立家庭用紙事業部總部於蘇州工業園區，佔地114公頃，年產量35萬公噸。

### 金融業
金融業的投資涉及商業銀行、保險、證券、投資、信用卡及租賃等領域；印尼國際銀行（Bank International Indonesia，簡稱BII）是集團金融業投資活動的主要機構。BII於1993年在中國寧波投資成立了寧波國際銀行，並於1998年12月在上海成立了寧波國際銀行上海分行。目前，BII已於2008年被馬來亞銀行收購，而BII旗下的寧波國際銀行巳重組為寧波通商銀行。

### 農業及食品加工業
農業及食品加工業的投資透過在新加坡上市的亞洲食品及不動產有限公司（Asia Food & Properties Co. Ltd., 簡稱AFP），為印尼最大的棕櫚油生產商之一，擁有全世界最大的私營棕櫚種植園。

### 房地產業
房地產方面是透過AFP的不動產部與所屬子公司進行，在印尼、新加坡、美國和中國都有投資。

## 在中國的發展
在亞洲漿紙中國旗下的子公司有金東紙業、金紅葉紙業、金華盛、金鑫紙業、寧波中華、亞龍紙製品、鎮江大東等。旗下品牌包括：清風（隸屬於金紅葉紙業）、唯潔雅、幸運鳥、真真、鱷魚微笑等生活用紙品牌；以及CANARY、長鶴、大眼妹、東帆、漢威、紅鋼炮、紅旗艦、黃金搭檔、尖兵、金彩蝶、金環、金旗艦、金球、經濟紅鋼炮、科美、藍旗艦、藍蝸牛、立可得、綠鋼炮、旗艦、神盾、太空人、太空梭、萬仕龍、小鋼炮、新世紀等辦公用紙。
金海是中國最大的製漿企業；亞龍是中國最大的紙製品加工企業。目前，APP在中國擁有20多家全資和控股漿紙企業，並擁有30餘家林場，總資產770億人民幣，年加工生產能力約700萬噸，2008年在華銷售額超過358億元，擁有全職員工3.2萬餘名。
AFP在中國投資了家喻戶曉的華豐方便麵和大滿貫食用油。AFP旗下擁有中國最大的干脆面生產商——華豐集團。 華豐集團成立於1982年，是中國最早的方便麵生產商之一，販售華豐三鮮伊麵、華豐2000等知名產品。 2005年以來，發佈華豐乾脆麵噴塗，魔法士、掌上脆、酥e族等品牌。 2007年始，華豐集團開始涉足休閒食品和飲料市場。金光管理諮詢（上海）有限公司是AFP中國食品與房地產部門的管理機構。
AFP在中國的項目包括上海外灘的標誌性建築金光外灘中心、中山廣場以及寧波金光中心等等。目前AFP在瀋陽、成都、崑山以及珠海等城市都有房地產開發投資。

## 環保領域的爭議

### 造紙業
2004年11月16日，绿色和平在北京举行新闻发布会 公布了《金光集团APP云南圈地毁林事件调查报告》，并在随后的新闻发布会上公布了他们所掌握的金光集团非法采伐中国云南地区原始森林的证据。报告宣称自2002年8月起金光集团在云南的思茅、文山、临沧三地以建设“林浆纸一体化项目基地”的名义非法砍伐原始森林2750万亩，但绿色和平的报告遭到了金光集团的否认。此后中国浙江饭店业协会以环保理由向所属的400多家会员单位发出《关于抵制APP纸产品的通知》，号召他们抵制APP的纸张产品，但该协会遭到金光集团侵犯名誉权的起诉。APP表示: 綠色和平的不實指控恰恰相反，APP 的紙漿供應商只在政府明確劃分用於漿紙林發展的林地上進行運營，並嚴格遵守政府為環境敏感地區所制定的法律法規。
2009年3月17日，世界自然基金會指出由Eyes on the Forest所執行的調查發現，亞洲漿紙在蘇門答臘的商業行為，導致自1997年起有55人與15隻蘇門答臘虎被殺，並且讓17隻蘇門答臘虎從棲地被捕捉。
2010年8月3日，綠色和平公佈《紙漿星球：亞洲漿紙APP森林破壞紀實》的最新調查報告。報告內容指出「亞洲漿紙(Asia Pulp & Paper CO. Ltd. 簡稱APP)在台銷售的8個紙張樣本中有3個樣本含有來自印尼熱帶雨林的纖維成分」。2010年七月綠色和平曾經委託獨立檢測機構「整合紙張服務有限公司」（Integrated Paper Services, Inc.，簡稱IPS）對APP在台供給商家的八個紙張樣本進行纖維分析，其中三個辦公用紙品牌(PAPERON、Paperline以及Sinar Spectra，分別含有15%至28%的混合熱帶硬木漿，意味著APP的產品含有天然森林成分。
2010年12月2日，英國衛報記者George Monbiot指出，英國連鎖超級市場特易購（TESCO）停止販賣亞洲漿紙的產品是正確的選擇。並且指出亞洲漿紙聘請加拿大顧問Patrick Moore進行一系列「漂綠」行動。
2011年7月26日，绿色和平發出訊息，表示金光集團並未遵守當地法律，違法濫砍熱帶雨林，並造成當地稀有生物死亡。 
2012年12月8日，環保媒體Mongabay報導指出亞洲漿紙雇用美國律師外交官斯图尔特·埃森斯塔特，進行一連串的漂綠行動。亞洲漿紙隨即否認雇用Eizenstat是為了漂綠行動，僅表示Eizenstat的加入是為了與美國的貿易協議。
2015年9月，新加坡國家環境局（NEA）根據《跨境霧霾污染法》將APP列為打擊非法森林大火的最大目標，據稱森林大火造成了2015年的東南亞霧霾。
2017年12月21日，美聯社記者Stephen Wright 報導亞洲漿紙，藉由控制底下的供應商，違背自己不砍森林的承諾。
2018年2月5日，十個國際組織包含Wetlands International、Rainforest Action Network、World Wildlife Fund共同發表聲明，譴責亞洲漿紙涉及毀林，並且刻意隱瞞與供應商的關聯，使得更多的原始天然林遭到破壞。同時針對亞洲漿紙的森林保護政策，該聲明也指出：亞洲漿紙刻意隱瞞重要資訊，導致資訊不透明；缺乏公平公正的監察單位；沒有效率地處理與當地居民的土地衝突。
2018年5月17日，綠色和平的內部調查發現，金光集團的亞洲漿紙公司自2013年起破壞近8000公頃的原始天然林，並且刻意隱瞞與底下供應商的關係。因此綠色和平於即日起終止與亞洲漿紙的所有合作關係。
2018年5月30日，環保團體Auriga指出亞洲漿紙藉由集團結構誤導大眾認為，亞洲漿紙的供應商為獨立企業，但事實上皆是亞洲漿紙所間接所掌控。Auriga也提出質疑，認為亞洲漿紙是否是為了避稅，才將底下的公司包裝為獨立企業。6月5日環保媒體Mongabay指出，在過去的訪問當中亞洲漿紙沒有否認將其員工指派為供應商的主管。而當時亞洲漿紙回應表示，為進一步提供技術指導，這是「正常行為」，且於2013年起不在指派員工至供應商當主管職。亞洲漿紙於6月7日發表聲明，表示Mongabay的報導是斷章取義，並且表示不同事業體，不可以用同一標準來看待森林保護的規範。進一步指出金光集團底下的不同事業體，皆為了企業發展，對印尼的自然資源進行破壞。
2018年7月10日，環保媒體Mongabay訪問兩名有關聯的前員工。報導指出亞洲漿紙要脅員工，並使用他們的姓名申請涉及毀林的PT Muara Sungai Landak公司文件。
2018年9月11日，環境資訊中心翻譯了Mongabay的文章，指出亞洲漿紙和亞太資源集團（Asia Pacific Resources International Holdings Limited，APRIL）都聲稱其不會採購毀林紙漿。不過，透過衛星資料、政府採購履歷的交叉比對，印尼當地非政府組織發現與事實不符。而兩間紙業公司面對毀林指控都予以否認。
2019年3月15日，世界自然基金會發表一篇文章表示NGOs仍對亞洲漿紙的森林保護政策（Forest Conservation Policy）感到質疑。自2016年起，環保團體就不斷撲擊亞洲漿紙所位於南蘇門答臘省的PT OKI造紙廠，因該造紙廠的產能超過亞洲漿紙所種植的樹木量。而亞洲漿紙堅稱有足夠的長纖紙漿能夠提供該造紙廠的產能，卻拒絕提供相關資料給環保團體與社會大眾。而在過去一年中，亞洲漿紙收購了30個來自馬來西亞、越南、泰國的木材供應商，這些產地的木材，因缺乏有效的管控，難以查驗其生產履歷。
2019年4月24日，Mongabay指出自1996年起，亞洲漿紙的38個供應商中，有22個捲入122起社會衝突，且超過602起的間接衝突不被包含在內。造成這些衝突的原因包含原始林的濫墾，還有與當地原住民爭奪居住地等因素。這也違反了亞洲漿紙於自行訂定的森林保護政策（Forest Conservation Policy）中，對於自然保護與當地居民的相關承諾。而森林保護政策實施已經有六年之久，環保人士Isnadi Esman表示：「我們沒有看到亞洲漿紙對於衝突的解決與避免有所作為。」
2019年9月海峽時報指出亞洲漿紙於印尼造成的森林大火嚴重影響新加坡汙染，而根據印尼政府的衛星資料，發現蘇門答臘和加里曼丹的森林大火皆來自亞洲漿紙的林地供應商。同年11月，新加坡國家環境局發表2015年造成森林大火的三家廠商皆為亞洲漿紙的供應商，即使2013年起亞洲漿紙宣布了森林保護政策，但仍放縱其上游廠商為了拓展人工林，而燒毀寶貴的森林資源。
倫敦經濟日報於2020年1月，報導一篇關於聯合國氣候變異的論壇—2019年聯合國氣候變化大會（俗稱的COP 25）中，指出亞洲漿紙造成的環境破壞雖尚未得到國際矚目，但它造成的汙染不僅限於亞洲地區。亞洲漿紙於北美的子公司Paper Excellence在加拿大新斯科細亞省的港灣排放大量工業廢水，推動了當地政府制定 2015 Boat Harbour Act，給予亞洲漿紙5年的時間進行改善，5年過去了，該公司提出的改善計畫，仍被環保團體質疑無法清楚交代廢水的處理，所以在2019年12月當地政府否決該提案。
2020年5月29日，綠色和平組織指出極度瀕危的蘇門答臘虎，陷入金光集團（Sinar Mas Group），旗下亞洲紙漿和造紙公司「亞洲漿紙」（APP）營運的紙漿特許經營地中，發現一隻瀕臨滅絕的蘇門答臘虎被陷阱纏繞，據判斷牠在數天無法獲得食物和水後死亡。 該特許經營地，也是近年來印尼所有人工林特許經營地中，火災最頻繁的經營地之一。大約自2010年前，綠色和平組織的錄像顯示，在APP特許經營地中，一隻老虎被困在陷阱裡緩慢死亡。這次事件等於是該公司黑暗歷史的重演。儘管APP曾經承諾停止砍伐森林，但該公司仍數度被發現涉及森林砍伐和燃燒。超過90個本地和國際非政府組織，呼籲APP的商務合作夥伴應該中止與該公司的交易，直到該公司對其毀林行為作出「根本性改變」。但該公司至今仍未有實質的改善。
2020年9月21日,Mongaoay指出亞洲漿紙APP為了林業開發及工廠擴展，不管野生亞洲象的生活環境，仍執意破壞亞洲象之生存環境，於亞洲象生活範圍內，開擴產業道路。

### 植物油
金光集团拥有40.6万公顷油棕种植园用于生产棕榈油，并声称可以随时扩张。在进行种植园扩张的同时，大量热带雨林被砍伐，使得当地生态环境失衡，当地物种红猩猩处境危险。